# Deathcrush
Deathcrush – minialbum norweskiej blackmetalowej grupy Mayhem opublikowany w 1987. Jest to pierwsze wydawnictwo nagrane przez zespół w studio. 
Autorem otwierającego płytę utworu Silvester Anfang jest Konrad Schnitzler, kompozytor muzyki eksperymentalnej, związany ze sceną krautrockową. 
Witching Hour pochodzi z repertuaru brytyjskiej formacji Venom (album Welcome to Hell z 1981). 
Utwór tytułowy jest uważany za jeden z najczęściej interpretowanych w historii metalu. Serwis Encyclopaedia Metallum wymienia około 200 coverów tej kompozycji, wykonywanych w różnych gatunkach muzyki metalowej.

## Lista utworów
| Nr | Tytuł utworu                              | Autorzy           | Długość |
| -- | ----------------------------------------- | ----------------- | ------- |
| 1. | „Silvester Anfang” (utwór instrumentalny) | Konrad Schnitzler | 1:56    |
| 2. | „Deathcrush”                              | Mayhem            | 3:33    |
| 3. | „Chainsaw Gutsfuck”                       | Mayhem            | 3:32    |
| 4. | „Witching Hour”                           | Venom             | 1:49    |
| 5. | „Necrolust”                               | Mayhem            | 3:37    |
| 6. | „(Weird) Manheim” (utwór instrumentalny)  | Mayhem            | 0:48    |
| 7. | „Pure Fucking Armageddon”                 | Mayhem            | 2:09    |
| 8. | „Outro” (utwór instrumentalny)            | Mayhem            | 1:09    |
|    |                                           |                   | 18:33   |

## Twórcy
- Maniac, Messiah – wokal
- Euronymous – gitara
- Necrobutcher – gitara basowa
- Manheim – perkusja